# Ландсберг (Саксонія-Ангальт)
Ландсберг (нім. Landsberg) — місто в Німеччині, розташоване в землі Саксонія-Ангальт. Входить до складу району Заале. Площа — 124,74 км². Населення становить 14 960 ос. (станом на 31 грудня 2021).
1 січня 2010 роки до складу міста Ландсберг було включено село Оппін.

## Галерея

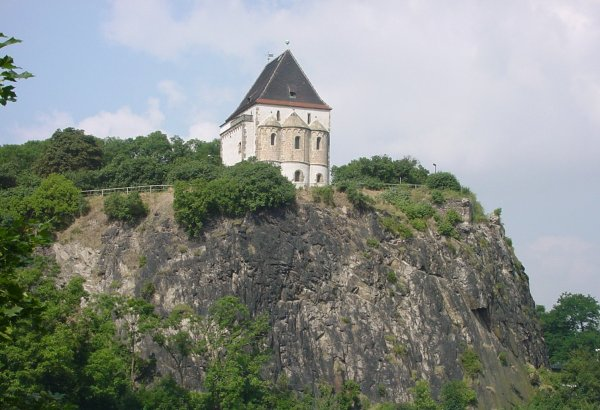
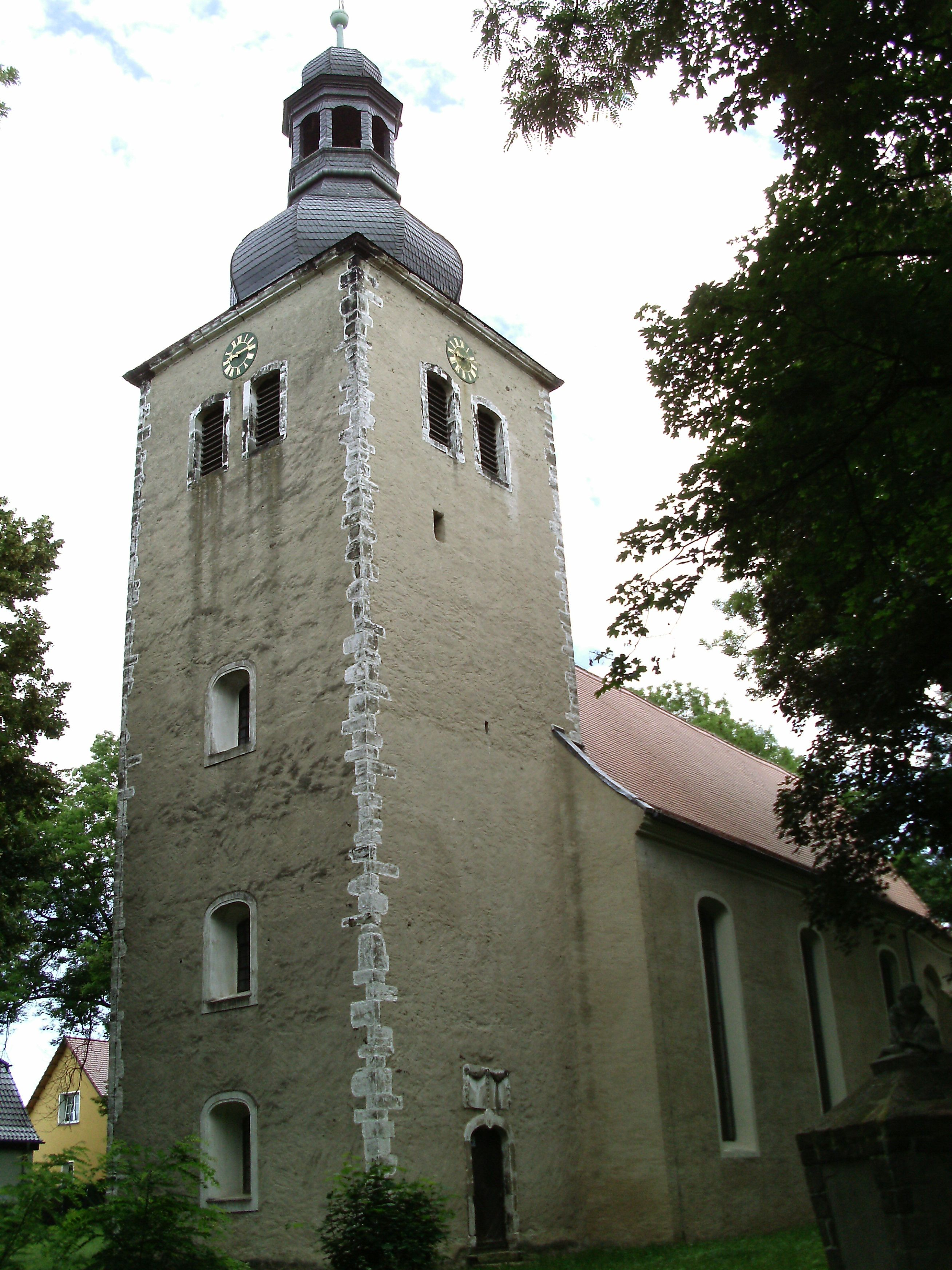
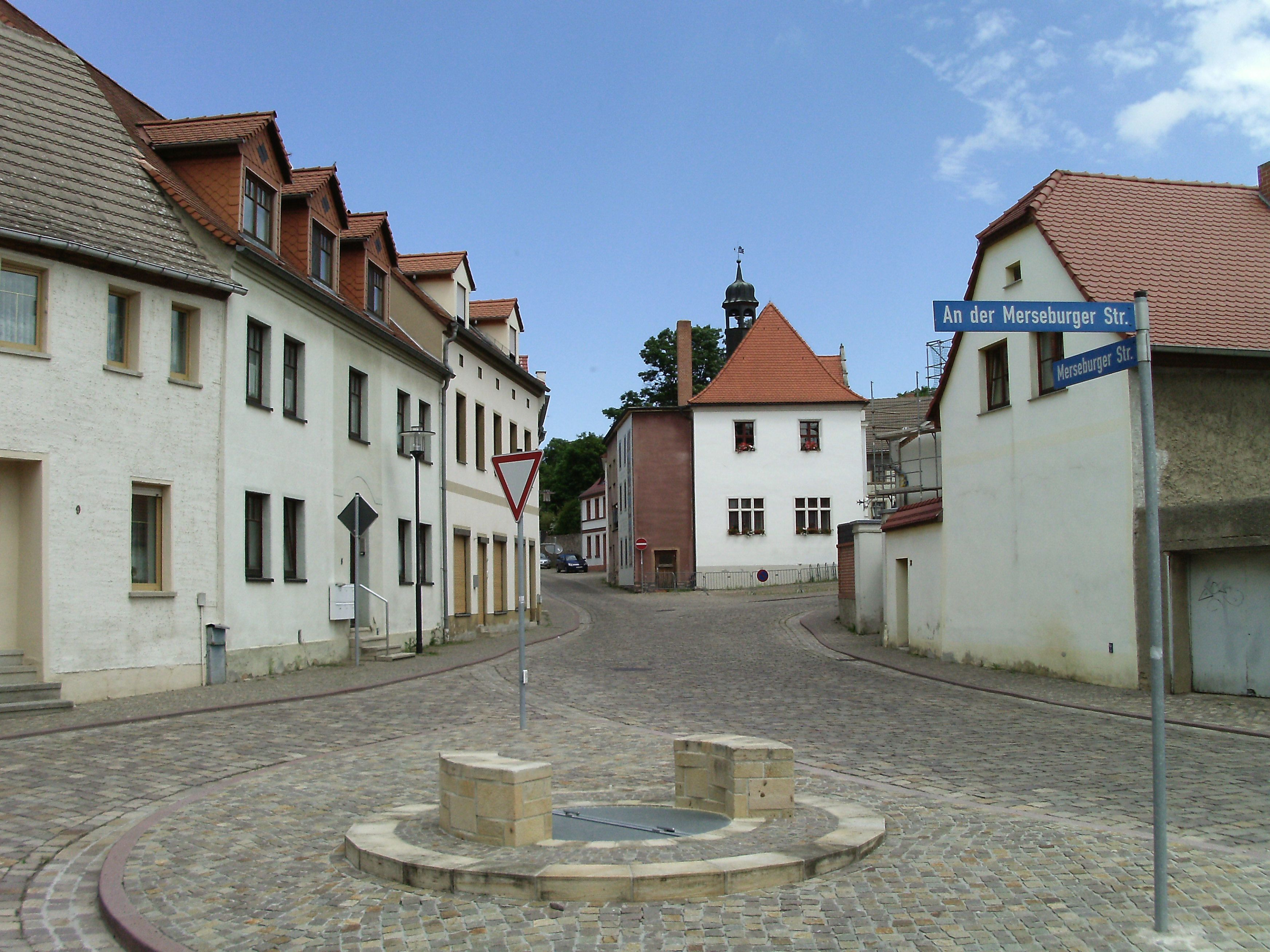
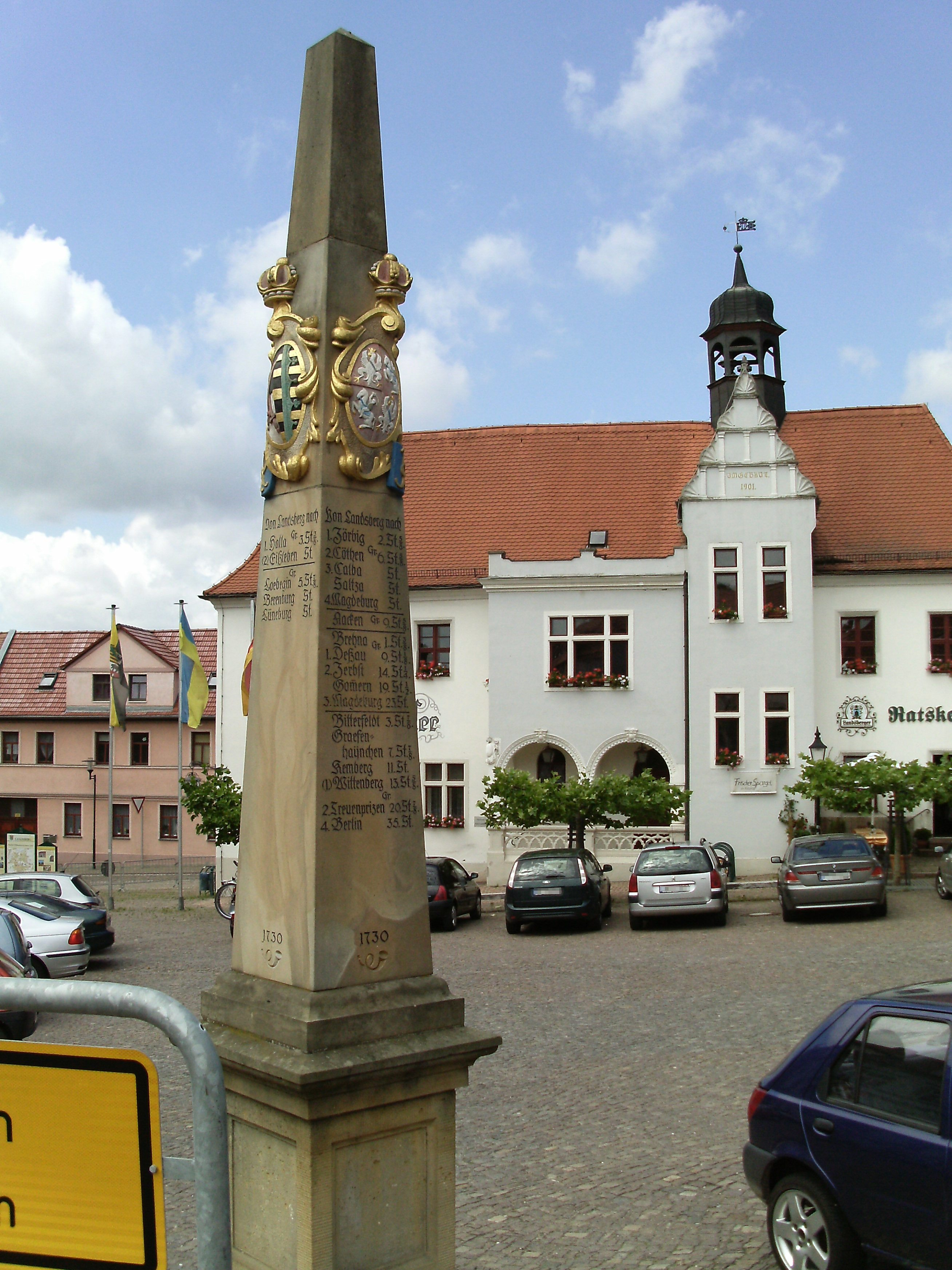
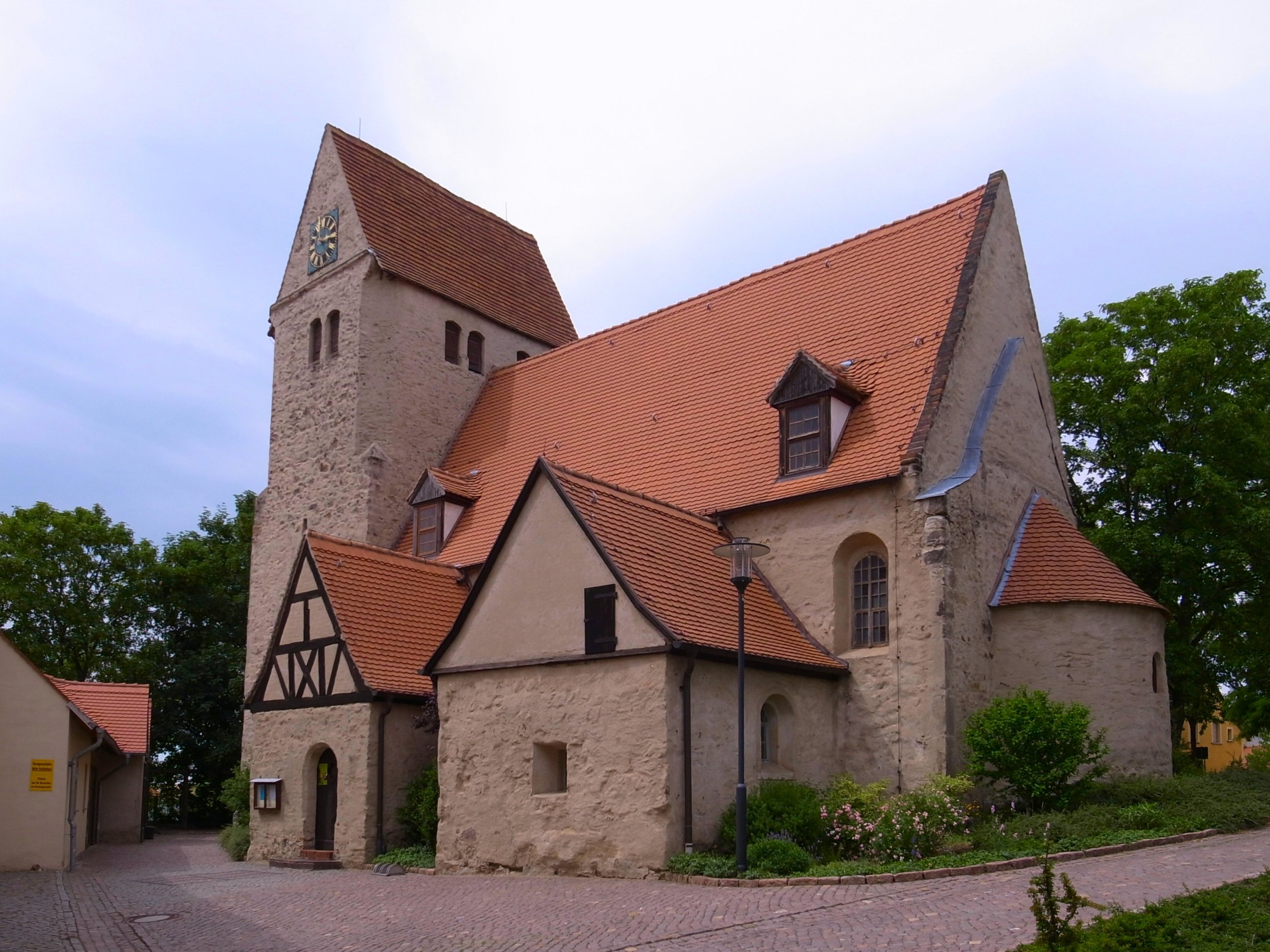
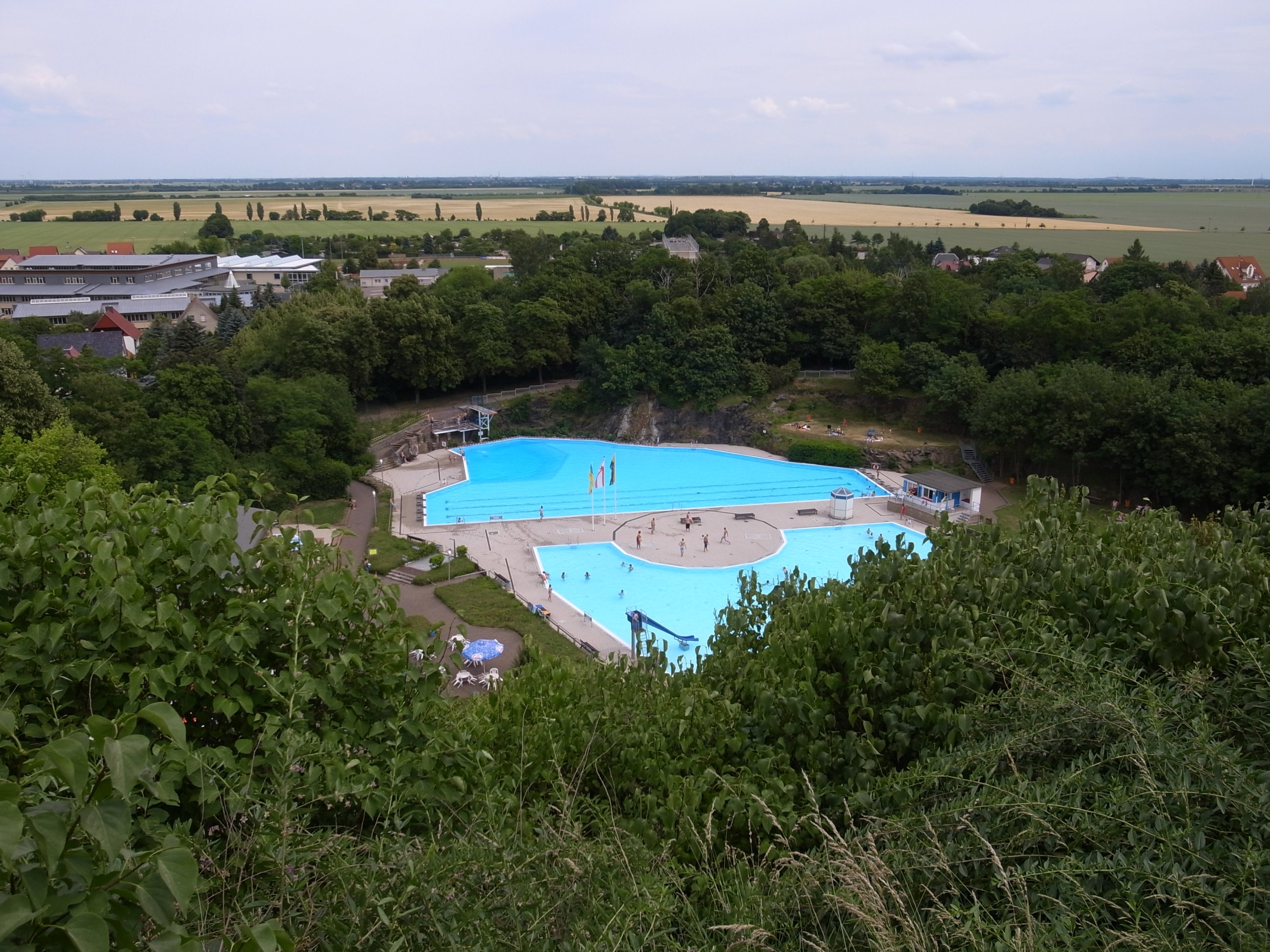